# 沙健孙
沙健孙（1934年2月—），江苏宜兴人，中华人民共和国政治人物。北京大学教授，博士生导师。现任全国政协委员，国家哲学社会科学研究党史党建学科规划组（学科评审组）组长，中华人民共和国国史学会副会长、中国延安精神研究会副会长，教育部全国高校马克思主义理论课教学指导委员会副主任委员。曾任北京大学副校长，中共中央党史研究室副主任，是中共十三、十四届中央候补委员。

## 生平
1950年至1955年，在中央人民政府贸易部干部学校学习，任政教科干事，贸易部学委会办公室干事，商业部人事局于事，政治部组织部于事、政治部主任室秘书。1953年11月，加入中国共产党。1955年至1958年，在北京大学历史系学习。1958年至1959年，任北京大学马列主义教研室教员，在河南农村调查时任区委工业部副部长。1959年至1960年，在中国人民大学中共党史系研究生班学习，1960年至1966年，任北京大学国际政治系教员、马列主义教研室教员、党史教学组副组长、助教，在北京郊区参加四清时任工作队党支部副书记。1966年至1971年，文化大革命中受冲击，下放北京大学江西实验农场劳动。1971年至1984年，任北京大学国际政治系助教、马列主义教研室教研组副组长、党史教研室主任、马列主义教研室副主任、讲师、副教授，中共北京市委委员（1982年至1987年）。1984年至1986年，任北京大学副校长、党委常委、校学术委员会副主任、教授。1986年11月至1994年8月，任中共中央党史研究室副主任、室务委员会委员。1994年8月，再任北京大学教授。此外担任中共第十三届、十四届中央候补委员。